# Donnerskirchen

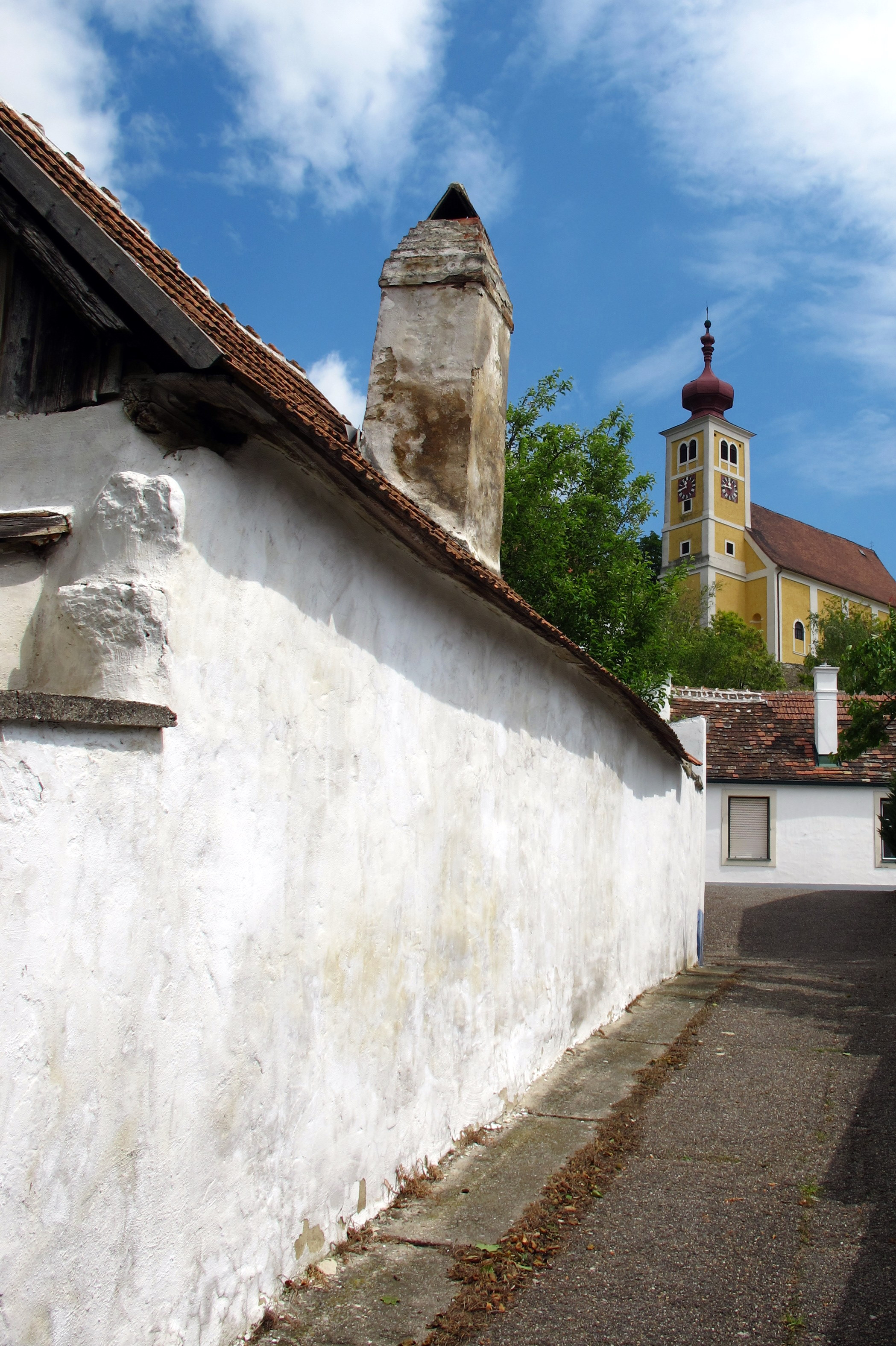

Donnerskirchen (en húngaro: Fertőfehéregyháza) es una ciudad localizada en el Distrito de Eisenstadt-Umgebung, estado de Burgenland, Austria.